# Ratibati
Ratibati là một thị trấn thống kê (census town) của quận Barddhaman thuộc bang Tây Bengal, Ấn Độ.

## Nhân khẩu
Theo điều tra dân số năm 2001 của Ấn Độ, Ratibati có dân số 4370 người. Phái nam chiếm 55% tổng số dân và phái nữ chiếm 45%. Ratibati có tỷ lệ 56% biết đọc biết viết, thấp hơn tỷ lệ trung bình toàn quốc là 59,5%: tỷ lệ cho phái nam là 67%, và tỷ lệ cho phái nữ là 44%. Tại Ratibati, 13% dân số nhỏ hơn 6 tuổi.